# Ceratophyus polyceros
Ceratophyus polyceros là một loài bọ cánh cứng trong họ Geotrupidae. Loài này được Pallas miêu tả khoa học năm 1771.

## Hình ảnh

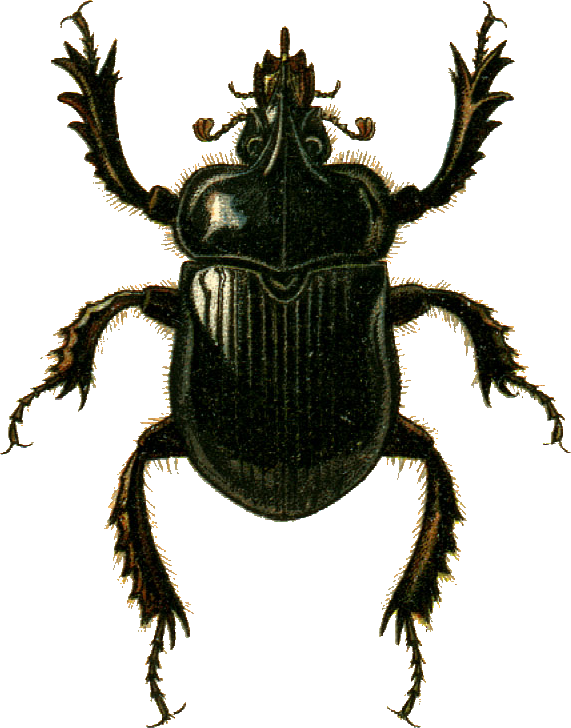